# Kancelar Austrije
Kancelar Austrije, službeno federalni kancelar Republike Austrije, (njemački: Bundeskanzler der Republik Österreich) poglavar je vlade Austrije. Pozicija kancelara je jednaka poziciji premijera u parlamentarnim sustavima. Kancelara imenuje predsjednik Austrije.
Prvi austrijski kancelar bio je Karl Renner. Trenutačni austrijski kancelar od 6. prosicnca 2021. je Karl Nehammer, član Austrijske narodne stranke.